# 辜胤奇
辜胤奇（1602年—1677年），字嗣杰，號永平，又號宗海，福建泉州府晋江县人。

## 生平
陈鹄门生，鲁东十八士之一。天啓七年（1627年）丁卯科福建乡试举人，崇祯十三年（1640年）庚辰科進士，吏部观政，选庶常，授检讨，以父疾请假归乡。父母去世守制期满，即居家不仕，以经史自娱。享年七十五岁。所著有《永和纪闻》、《十七史撮要》诸书。